# Onthophagus dummal
Onthophagus dummal là một loài bọ cánh cứng trong họ Bọ hung (Scarabaeidae).